# Jenlain (birra)
Jenlain è una birra francese, prodotta nell'omonima città a nord della Francia dall'industria Brasserie Duyck nel 1922. All'origine era una birra ambrata. Al giorno d'oggi ne sono nate altre più chiare.

## Storia

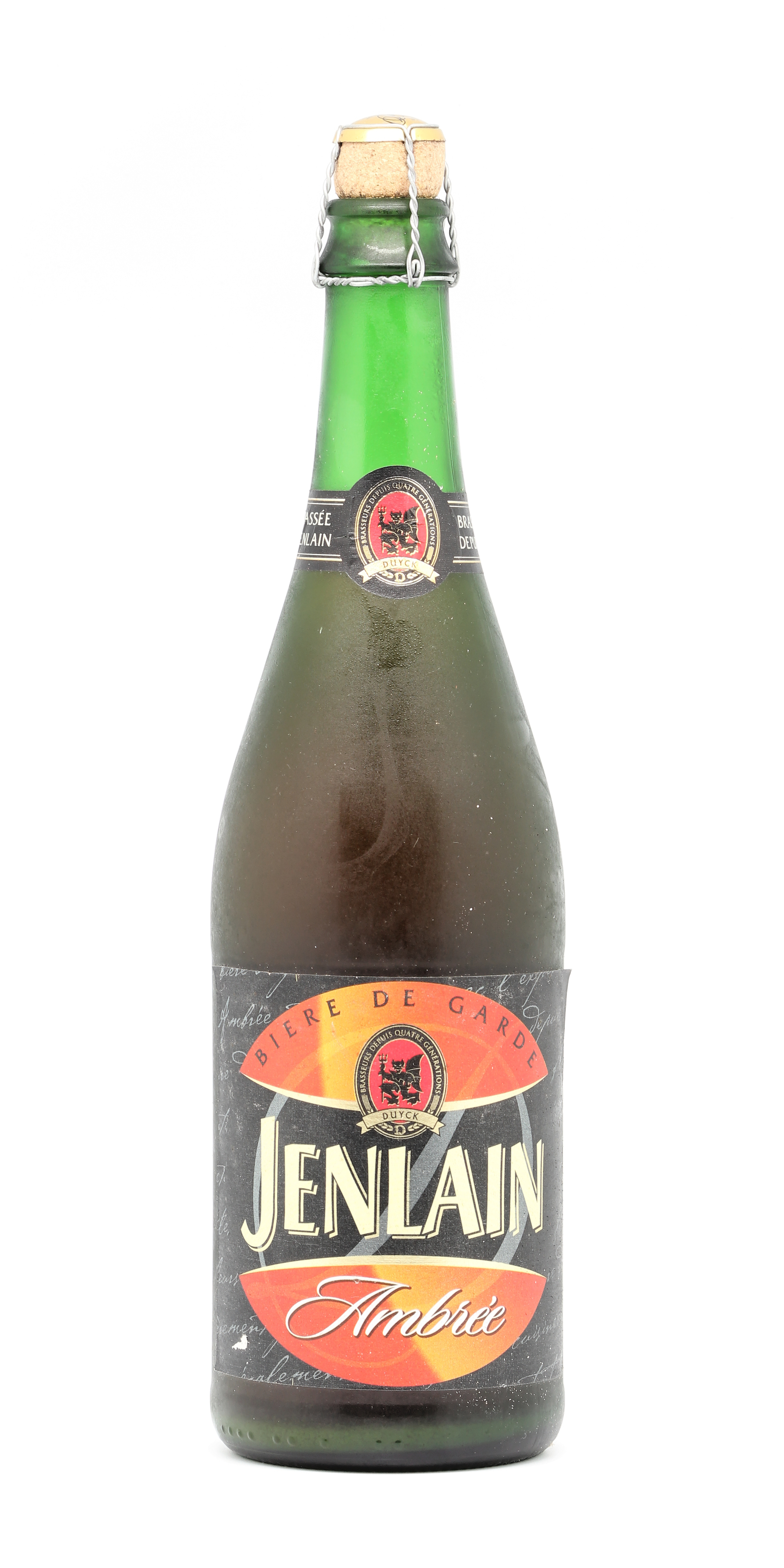
Jenlain ambrée.

La Jenlain Ambrée fu creata bel 1922. Con contenuto del 7,5% di alcool (vol), composta da molti tipi di malto. La temperatura ideale per essere servita va dai circa 6° agli 8° C.. È una birra ambrata, senza alcuno dubbio la più conosciuta di questo tipo in Francia. È stata prodotta per la prima volta nel 1920. La sua notorietà è venuta più tardi, negli anni 70-80 ed ha simbolizzato la rinascita di un «savoir-faire» dei fabbricanti di birra del Nord. È anche conosciuta per essere la birra sponsor della manifestazione Braderie di Lilla. Si deve questa birra a Félix Duyck, figlio del fabbricante di birra fiammingo, Léon, allora abitante a Zeggers Cappel. Félix si installò a Jenlain in sostituzione di un'industria della birra che disponeva di strumentazione e di una perforazione. La storia del Jenlain cominciò. Era inizialmente consumata dai contadini locali che avevano bisogno di un conforto dopo i giorni passati ai campi. Negli anni 60, un commerciante Lillois ha avuto la buona idea di proporrla alla sua clientela. Siccome era situato vicino della facoltà di cattolici, gli studenti se la adattarono e si incaricarono di farla conoscere nelle loro vicinanze. Fu l'inizio del successo.
Al giorno d'oggi, è Raymond Duyck (la quarta generazione), che dirige l'industria della birra che produce quasi 100.000 ettolitri all'anno. Per fare fronte alla concorrenza dei grandi gruppi, la produzione è stata differenziata e le esportazioni sviluppate. Jenlain produce oggi 4 birre diverse e 2 stagionali. Il mercato è difficile ma l'industria della birra approfitta della sua notorietà per garantire il suo sviluppo. Il forte impegno di Raymond Duyck per sviluppare la sua attività porta i suoi frutti ma il combattimento resta disuguale di fronte ai grandi gruppi che controllano la quasi totalità del mercato francese. Ma all'immagine del Diablotin Rouge (Diavoletto rosso) che appare sull'etichetta, i fabbricanti di birra irriducibili della regione non sono pronti a rinunciare alla loro indipendenza.

## Marche prodotte
- Jenlain Ambrée, nata nel 1922, è una birra scura di fermentazione alta, con il 7,5% di alcool (vol), composta da 3 malti diversi derivati da orzi delle grandi pianure francesi, come pure di 3 varietà di luppoli derivati dall'Alsace. Distribuita in bottiglie da 33 cl e 75 cl, in lattina da 50 cl e in fusti da 5 lt. La temperatura ideale per essere servita va dai circa 6° agli 8° C.
- Jenlain Blonde, nata nel 2005, è una birra chiara di fermentazione alta, con il 7,5% di alcool (vol). Distribuita in bottiglie da 75 cl e in lattina da 50 cl. La temperatura ideale per essere servita va dai circa 6° agli 8° C.
- Saint Droun, è una birra chiara di fermentazione alta, con il 6% di alcool (vol). Distribuita in bottiglie da 75 cl. La temperatura ideale per essere servita va dai circa 5° ai 6° C.
- Jenlain Fraîche, nata nel 2005, è una birra chiara, con il 5% di alcool (vol). Distribuita in bottiglie da 33 cl. La temperatura ideale per essere servita va dai circa 5° ai 6° C.
- Bière de Printemps, nata nel 1991, è una birra chiara, con il 5,4% di alcool (vol). Distribuita in bottiglie da 75 cl. La temperatura ideale per essere servita va dai circa 5° ai 6° C.. Creata per far rivivere alcune abitudini del XV secolo.
- Bière de Noël, nata nel 1991, è una birra speciale prodotta una volta all'anno, con il 6,8% di alcool (vol). Distribuita in bottiglie da 75 cl. La temperatura ideale per essere servita va dai circa 5° ai 6° C.. Alla fine del 2002 è stata prodotta una versione con retrogusto di arancia.
- Torra, le origini di questa birra provengono dalla Corsica come il frutto che viene usato per la produzione. Distribuita in lattina da 50 cl.
- Jenlain N°SIX, nata nel 2000, è una birra speciale, con il 6% di alcool (vol). Distribuita in bottiglie da 33 cl e 65 cl e in lattina da 50 cl. La temperatura ideale per essere servita va dai circa 5° ai 6° C.

## Premi
- La Jenlain Ambrée, ha ricevuto la medaglia di bronzo al Concours général agricole[1] di Parigi nel 2004[2], la medaglia d'argento nel 2005[3] e la medaglia di bronzo nel 2007[4].
- La Jenlain Blonde, ha ricevuto la medaglia d'argento nel 2006[5].